# Église Saint-Patrocle de La Celle
L'église Saint-Patrocle est une église catholique située à La Celle, en France. L'église est dédiée à saint Patrocle, qui avait vécu en ermite à La Celle, avant d'établir, à la fin de sa vie, un monastère à Colombier, où il mourut en 576.

## Localisation
L'église est située dans le département français de l'Allier, sur la commune de La Celle.

## Historique
L'édifice est inscrit au titre des monuments historiques en 1930 et classé en 1932.